# 卡拉馬特·拉赫曼·尼亞齊
卡拉馬特·拉赫曼·尼亞齊(？—2021年5月4日）是巴基斯坦的一名退役海軍將領，海軍上將軍銜。1979-1983年擔任巴基斯坦海軍参谋长。
1965年-1971年，他參與了兩次印巴战争，任巴基斯坦海軍“武勇”號潛艇(PNS Ghazi)指揮官。

## 傳記
卡拉马特·拉赫曼·尼亞齊出生在英属印度旁遮普邦的霍斯希亚尔普尔的一个普什图族贵族家庭。 从当地一所高中毕业后，他于1948年加入巴基斯坦海军，在作战分部担任学员，最初在英国达特茅斯的不列颠皇家海军学院接受训练。 回国后，他被提升为少尉，在海军的职业生涯发展非常顺利，最终于1962年晋升为中校。
1963年，尼亞齊中校奉命前往美国完成潜艇作战训练，并与当时的艾哈邁德·塔斯尼姆中校一起获得了接受训练的资格。 1963年，巴基斯坦海軍的第一艘潛艇“武勇”號(PNS Ghazi)服役后，尼亞齊被提升为指挥官，并成为她的第一任艇長。
1965年9月2日，尼亞齊指揮下的“武勇”號被部署到孟买海岸，開展在沿海地区的秘密巡逻。 她的任务是远离孟买海岸，只与靠近卡拉奇海岸的印度海军主要战舰交战。 在巴基斯坦海军对印度杜瓦卡进行炮击后，“武勇”號再次返回孟買附近巡逻，并發現了两艘军舰，但没有与它们交战。
1965年9月17日，尼亞齊下令发射三枚MK-14型鱼雷攻擊印軍“布拉馬普特拉”号巡防艦(INS Brahmaputra)，当时前者的航海員发现了这枚鱼雷。  就命令增加纵深以躲避反击，因为听到了三声远处的爆炸声。 尼亞齊在日記中记录了爆炸，但“布拉馬普特拉”號没有沉没，也没有释放任何深水炸弹，因为雙方的電子系統都没有检测到後者的信号。 在两国实施停火后，尼亞齊决定继续在阿拉伯海巡逻，并于1965年9月23日安全返回基地。
尼亞齊在之後提交了他的任务报告，但没有提交在执行任务过程中听到的三次神秘爆炸声的调查报告。尼亞齊和塔斯寧中校因他们的行动被阿尤布·汗总统公开授勋。:165–166
尼亞齊在1967年之前一直是“武勇”號的艇長，后来被提升为上校，并在接受了一项参谋任务。
1971年，他被提升为准将，并在与印度的第三次战争中在潛艇司令部暂时担任海军少将军衔。:3251972年，尼亞齊担任巴基斯坦舰队司令，随后被选入伊斯兰堡国防大学攻读战略研究硕士学位，也是在1972年。:240
1976年毕业后，由于高级旗舰军官被解职，他在海军的晋升速度非常快。他立即被提升为二星级少将，成为高级舰队指挥官，担任巴基斯坦海軍分艦隊司令。:2421977年，尼亞齊被提升为海军中将，并被任命为海军副总参谋长(VCNS)，在融入反潜作战方法的新想法方面发挥了重要作用。:241–242
尼亞齊中将被提升为海军四级海军上将，并于1979年3月22日从海军上将莫哈末·沙里夫手中接过海军指挥权，担任海军参谋长。:242 在齊亞·哈克總統掌權後，尼亞齊海军上将再次被授予军事勋章。:250
作为海军参谋长，他在稳定哈克总统的行政管理方面发挥了至关重要的作用，并被任命为总统的戒严令行政长官。:115:251 尼亞齊海军上将与總統就国家安全问题，包括涉及国内安全的问题进行了密切协调。:69–71
苏联入侵阿富汗后，尼亞齊授权卡拉奇的海军陆战队司令部储存武器，以及美国通过秘密行动购买的武器，目的是秘密武装与苏联作战的阿富汗游擊隊。:261–400:118
尼亞齊的任期持续了三年，他于1983年3月22日退役，将海军指挥权移交给海军上将塔里克·凱末爾·汗。

## 個人生活
退役后，尼亞齊过着非常平静的生活，靠军队养老金生活。没有寻求公职。他晚年成为了一名信士，从事伊斯蘭教的传教活动。
2008年1月23日，他以退伍军人协会退役高级军官的名義聯合多人，要求佩尔韦兹·穆沙拉夫总统辞职，以便为彻底恢复该国的民主和法律与秩序铺平道路。
在2009年和2014年，有报道称，尼亞齊上将因涉嫌在该国从事有争议的活动而受到国际汽联的秘密监控，尽管从未对他提出任何指控。